# Rapače
Pour les articles homonymes, voir Rapace.
Rapače (en cyrillique : Рапаче) est un village de Bosnie-Herzégovine. Il est situé sur le territoire de la ville de Tuzla, dans le canton de Tuzla et dans la fédération de Bosnie-et-Herzégovine. Selon les premiers résultats du recensement bosnien de 2013, il compte 411 habitants.

## Géographie
Le village est situé sur les bords de la rivière Joševica, un affluent de la Jala.

## Démographie

### Évolution historique de la population dans la localité
| 1948 | 1953 | 1961 | 1971 | 1981 | 1991 | 2013 |
| ---- | ---- | ---- | ---- | ---- | ---- | ---- |
| -    | -    | 270  | 361  | 485  | 502  | 411  |

|  |